# Teodor Todorov
Teodor Todorov (en bulgare : Теодор Тодоров) est un joueur bulgare de volley-ball né le 19 septembre 1989 à Sofia. Il mesure 2,08 m et joue central. Il est international bulgare.

## Clubs
| Club                    | De        | À         |
| ----------------------- | --------- | --------- |
| CSKA Sofia              | 2008-2009 | 2010-2011 |
| Gazprom-Iourga Sourgout | 2011-2012 | ...       |

## Palmarès
- Championnat de Bulgarie (3)
  - Vainqueur : 2010, 2011, 2019
  - Finaliste : 2009
- Coupe de Bulgarie (4)
  - Vainqueur : 2009, 2010, 2011, 2020